# Synagoga w Olicie
Synagoga w Olicie (lit. Alytaus sinagoga) – druga w historii miasta murowana bóżnica zbudowana w 1856 przy ul. Kowieńskiej (Kauno gatvė 9).
Budynek zaadaptowano po II wojnie na magazyn soli, a później wylęgarnię kurczaków. Synagoga zachowała swój pierwotny wygląd. Zachowane elewacje z czerwonej i żółtej cegły zakończone są trójkątnymi naczółkami ozdobionymi stylizowanymi pilastrami, zachowały się ostrołukowe otwory okienne, nad którymi znajdują się półkoliste wnęki z ceglanymi zębami.